# Tapetserarstil
Tapetserarstilen, eller Sadelmakarstil, parallell med nystilarna under 1800-talets andra hälft,  kännetecknas av helstoppade sittmöbler med litet eller inget synligt trä, djuphäftning och ett överflöd av snörmakerier i form av fransar och tofsar. Rikedomen på tofsar har givit den namnet "Klunkestil" i Danmark. (Klunke = tofs) 
Populära möbler var bland annat emman, schäslonger, divaner, den s-svängda kåsösen (konversationssoffa), små sittpallar i form av puffar och andra fantasifullt utformade sittmöbler. 

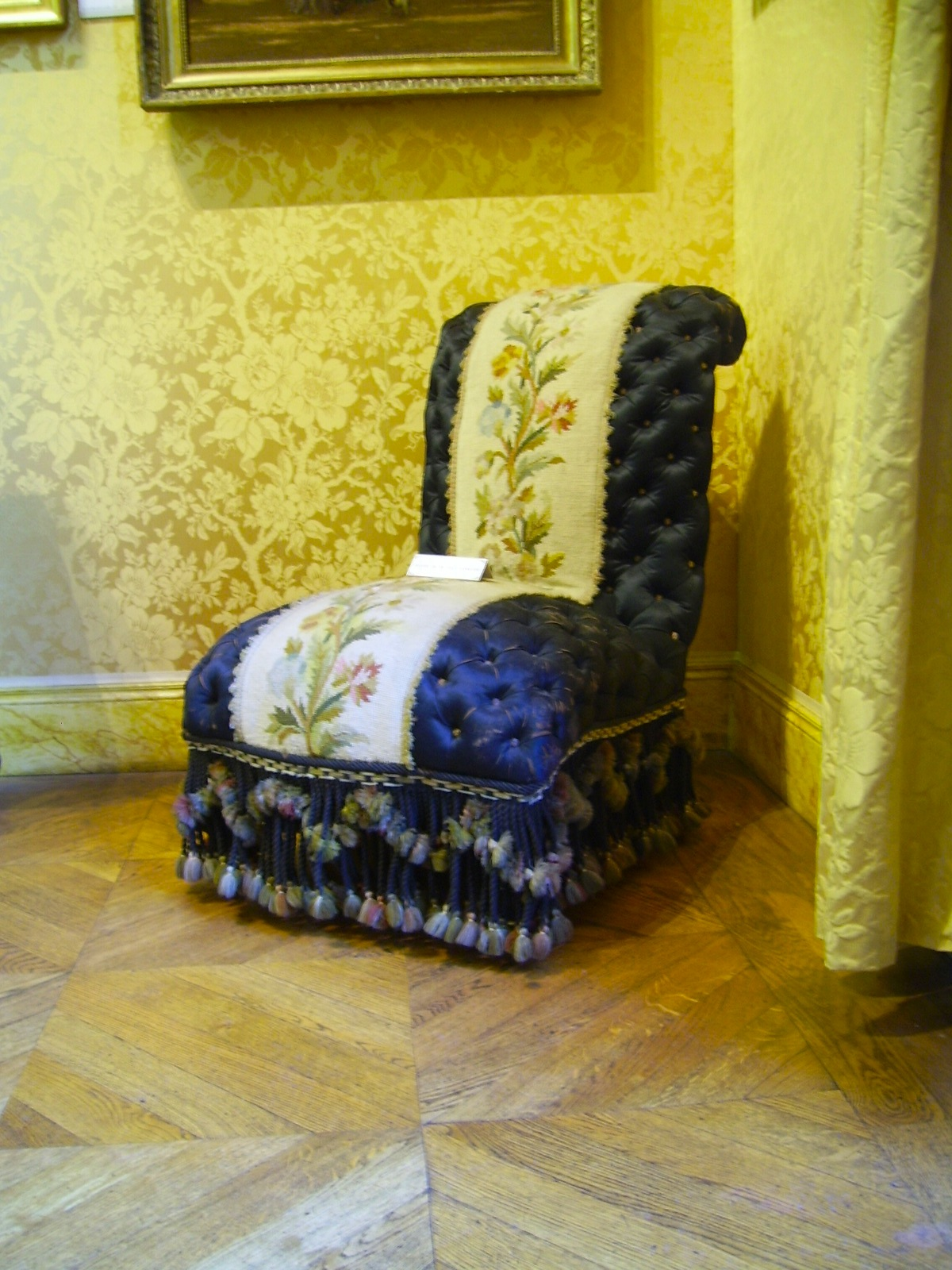
Emma i tapetserarstil i Musée Carnavalet, Paris. Den djuphäftade sidenklädseln pryds i mitten av en broderad bård med blomstermotiv medan benen döljs av rika snörmakerier.

I rummen var både fönster och dörrar behängda med rika draperingar, även de prydda med snörmakerier. Draperingarna som prydde dörröppningar kallades "portierer". 
Draperingarna hade enligt en samtida författare till uppgift att dölja de raka, osköna linjerna som listerna kring fönster- och dörromfattningar utgjorde och istället skapa en intim, ombonad och artistisk atmosfär. 
Till en salong i tapetserarstil hör även palmväxter, heltäckande mattor, ytterligare mattor ovanpå den heltäckande, dukar i flera lager, så kallade antimakasser och en rikedom på prydnadsföremål av olika slag. Möblerna hade oftast trissor, alltså små porslinshjul, som gjorde dem lätta att placera ut och flytta i salongerna och på så sätt skapa flera skilda sittgrupper (konversationsgrupper). 
Bord, prydnadshyllor och piedestaler pryddes med små virkade eller broderade dukar.
Stilens egentliga uppkomst är svår att härleda, men helstoppade möbler blev populära redan innan 1800-talet. Under 1700-talets slut blev det modernt med "turkisk stil", där man gärna inredde ett rum som en "divan", vilket i praktiken betydde att en väggfast soffa dekorerades med kuddar och mer eller mindre orientaliserande textilier.
Redan på 1820-talet finner man helstoppade emmor med starka tendenser till nyrokokon. Den tidigare tapetserarstilen består just av nyrokokomöbler där stoppningen svällt över och slutligen täcker hela möbelns egentliga konstruktion fullständigt. Endast ett par svarvade ben kunde skönjas bakom franskanten på möblerna. 
På världsutställningen i Paris 1855 gjorde den marockanska avdelningen stor succé med möbler klädda i orientaliska mattor och andra textilier. Kanske är det en av anledningarna till att det mot slutet av 1800-talet sprids ett mörkare, tungt orientaliskt tapetserarstilsmode.
Till följd av att textilier sällan bevaras och att stilen utskälldes av 1900-talets funktionalister som smaklös och opraktisk, är det idag högst ovanligt att hitta autentiska interiörer eller originalklädda möbler från tiden. Vidare krävs det stor yrkesskicklighet att upprätthålla draperingar och reparera konstfärdiga stoppningar.
Bland de få bevarade miljöerna kan nämnas Nationalmuseets Klunkehjem i Köpenhamn, som kan tjäna som representant för övriga Norden. Även Nääs slott utanför Floda, Ljunglöfska salongen (nu flyttad till Medborgarhuset i Stockholm) och Oscar II:s skrivrum på Stockholms slott är intakta tapetserarstilsmiljöer.
Den Ekdahlska våningen i Ingmar Bergmans film 'Fanny och Alexander är ett bra exempel på tapetserarstil.